# Jamila Gavin
Jamila Gavin (Mussoorie, 9 d'agost de 1941) és una escriptora angloíndia especialitzada en literatura infantil.
Nascuda en les «United Provinces» de l'Índia, després estat d'Uttarakhand en els Himalaies occidentals, Gavin era filla de dos mestres, mare anglesa i pare hindú que es van conèixer com a docents a l'Iran; circumstància que ha portat a l'escriptora a explicar sovint que gràcies a aquesta condició de mestissa «vaig heretar dues riques cultures que han marxat espatlla amb espatlla al llarg de tota la meva vida, i que sempre m'han fet sentir que pertanyia a tots dos països». Va visitar Anglaterra per primera vegada als sis anys i es va assentar allí quan tenia onze (Gavin va fixar la seva residència a Stroud, Gloucestershire al final de la dècada de 1980). Abans de dedicar-se a la literatura infantil, va treballar en el departament musical de la BBC. Va publicar el seu primer llibre, The Magic Orange Tree and Other Stories, el 1979, gairebé com una reflexió després del naixement del seu primer fill, i com a testimoniatge de la seva experiència vital com com una nena multiracial; en aquest mateix sentit s'orienta la seva trilogia Surya.
Gavin és una de les patrocinadores del «Shakespeare Schools Festival», una organització benèfica que possibilita a les escoles infantils de tot el Regne Unit, que representin a Shakespeare en teatres professionals. El 2016, tanmateix, va ser una de les fundadores del «Stroud Book Festival». El seu fill, Rohan Gavin, és també novel·lista.

## Obra
La trilogia Surya (1992 a 1997) és la saga familiar de dues generacions d'hindús de la casta sikh en el conflictiu i dramàtic procés de transició de l'imperi britànic i la posterior divisió de l'Índia. Els tres volums, The Wheel of Surya (1992), The Eye of the horse (1994) i The Track of the Wind (1997), van ser candidats al Guardian Children's Fiction Prize i The Wheel of Surya va aconseguir un segon premi. Ja el 2000, el relat Coram Boy va guanyar el «Whitbread Prize» com a llibre de l'any per a nens, i va ser adaptat al teatre per Helen Edmundson i produït pel National Theatre el 2005-2006, muntatge que rebria alhora el premi Laurence Olivier, i que després es va representar a Broadway el 2007.

### Selecció
De la seva abundant obra, poden seleccionar-se a títol orientatiu: The Magic Orange Tree and other stories (1979); les col·leccions de relats curts basats en llegendes hindús Three Indian Goddesses (2001) i Three Indian Princesses (1987); la Surya trilogy ((1992-1997)); Coram Boy (2000); Out of Índia: An Anglo Indian Childhood (1997); I Want to be An Angel (1990); Forbidden Memories; Storyworlds (Heinemann, 1996), il·lustrat per Rhian Nest Jame; Stories From the Hindu World (1986); o la biografia Alexander the Great: Man, Myth, or Monster? (Walker, 2012).

## Reconeixements
- Membre de la Royal Society of Literature el 2015.
- Finalista per al «Richard Imison Memorial Award» el 2001.
- Guanyadora del «Whitbread Children's Book Award» («Costa Book Awards»), el 2000.[2]